# Iro
Iro to jezioro w centralnej Afryce.

## Położenie
Okresowe jezioro położone w wewnętrznej delcie w regionie Szari Środkowe w południowo–wschodnim Czadzie. Jezioro Iro leży ok. 387 m n.p.m. i zajmuje przeciętnie powierzchnię ok. 100 km². Brzegi jeziora porośnięte są roślinnością zielną. 

## Znaczenie ekologiczne
Wpływ działalności ludzkiej na jezioro jest niewielki, ale jest ono ważnym centrum rybołówstwa w regionie. Rocznie w jeziorze i na okolicznych terenach zalewowych rzeki Salamat poławianych jest ok. 1000 ton ryb. Jezioro jest od 2006 roku częścią obszaru objętego konwencją ramsarską pod nazwą Plaines d’inondation des Bahr Aouk et Salamat, mającego ponadregionalne znaczenie i będącego jednym z największych obszarów chronionych tego typu na świecie. 

## Hydrologia
Jezioro jest zasilane w letnich i jesiennych miesiącach przez wschodnie ramię rzeki Salamat, która rozwidla się ok. 7 km na południowy–zachód od jeziora. Leży ok. 100 km na północ od granicy z Republiką Środkowoafrykańską. Ma prawie kolisty kształt, długość 13 km, a szerokość 11 km. Podczas dłuższych okresów suszy może całkowicie wyschnąć.

## Pochodzenie
Kotlina, w której znajduje się jezioro, jest przypuszczalnie pozostałością krateru uderzeniowego.